# Arg van Karim Khan
de Arg van Karim Khan (Perzisch: ارگ کريمخاني; Arg-e Karim Khani) is de arg (citadel) van de Iraanse stad Shiraz. De citadel staat aan noordoostzijde van het centrum naast het Shohadaplein. Hoewel het de uitstraling heeft van een middeleeuwse vesting, werd de citadel pas gebouwd tussen 1766 en 1767 tijdens de Zand-dynastie als onderdeel van een groter complex.
Het complex heeft een oppervlakte van 4000 vierkante meter en bestaat uit vier 12 meter hoge muren, die met elkaar verbonden worden in de vorm van een rechthoek door middel van vier 14 meter hoge ronde torens. De muren zijn aan de voet 3 meter dik en aan bovenzijde 2,8 meter. Het ontwerp van de citadel is een mengeling van militaire en civiele architectuur, wat verband houdt met het feit dat het zowel de woning van Karim Khan was als het militaire centrum van de dynastie.

## Geschiedenis
Karim Khan liet de arg bouwen door de beste architecten en kunstenaars van zijn tijd. Voor de arg werd gebruikgemaakt van de beste materialen uit de Iraanse steden en ook vanuit het buitenland. De Schotse reiziger James Edward Alexander schreef in 1827 dat de arg omringd was door een 'diepe natte greppel'. Later is deze gracht verdwenen. De Kadjaren huisvestten er de gouverneur van Fars. In die periode werd boven de ingangspoort een tegelwerk geplaatst met legendarische sprookjes. Toen Kadjarenprins Abdolhosein Mirza Farmanfarma gouverneur was liet hij de miniaturen in de arg restaureren. Na de val van het Kadjarenregime werd de arg omgevormd tot een gevangenis en werden de schilderingen overgepleisterd. In 1971 werd de arg overgedragen aan de nationale Organisatie voor Cultureel Erfgoed, Handwerken en Toerisme van Iran, die het complex vanaf 1977 liet restaureren.

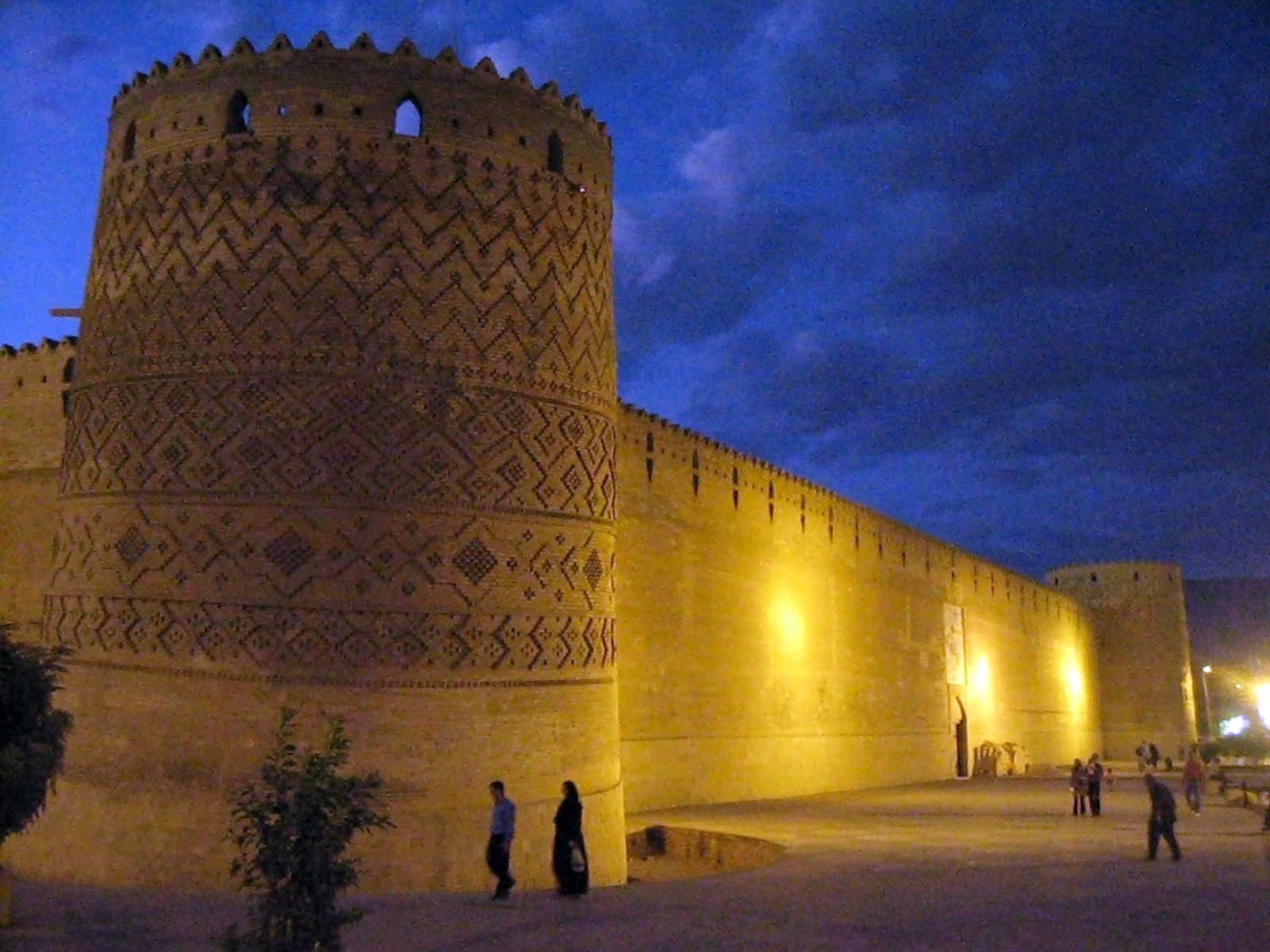
Close-up bij avond
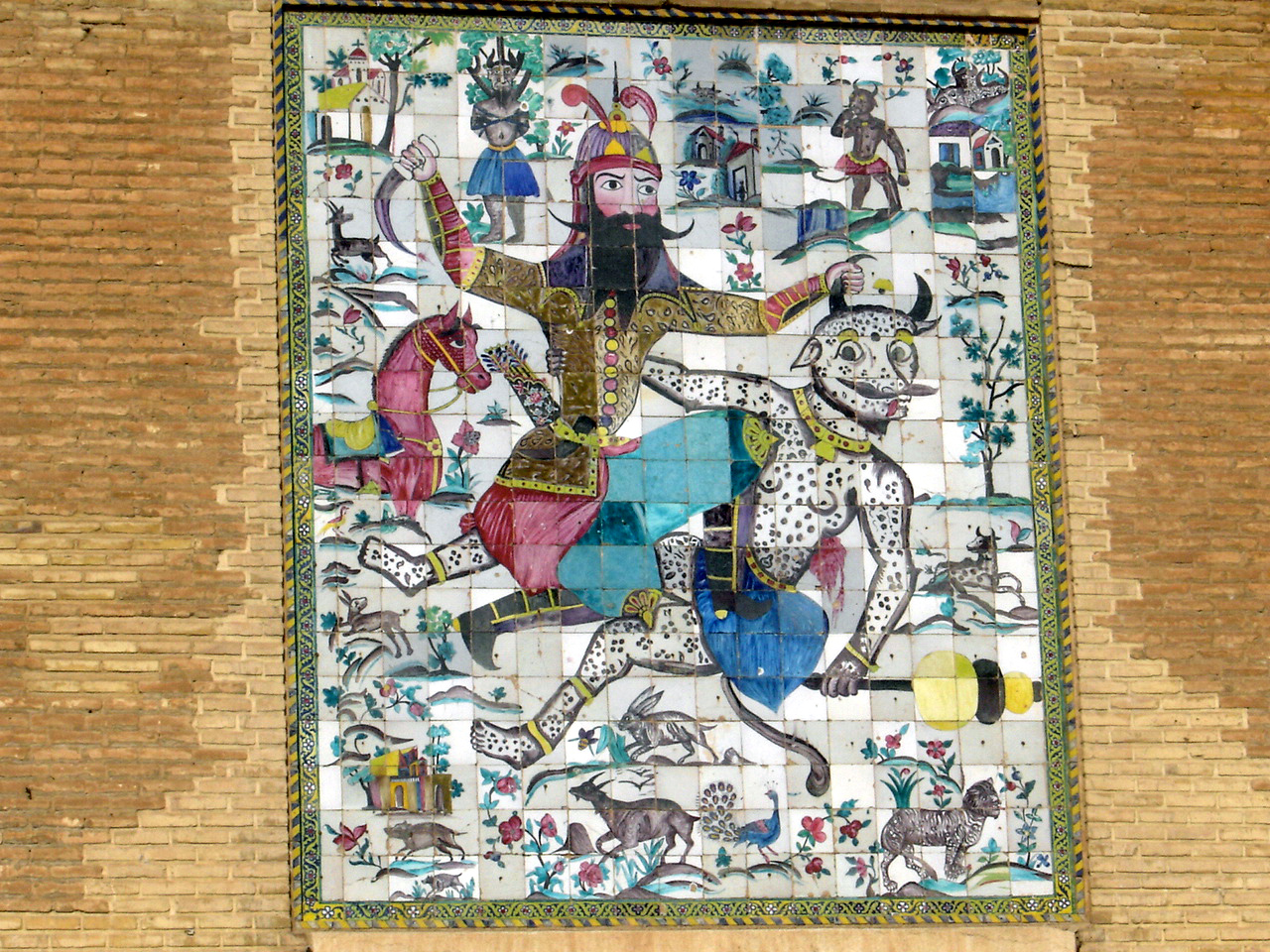
Boven de ingang: Tegelwerk met Rostam die een demoon bedwingt (Perzische mythologie)
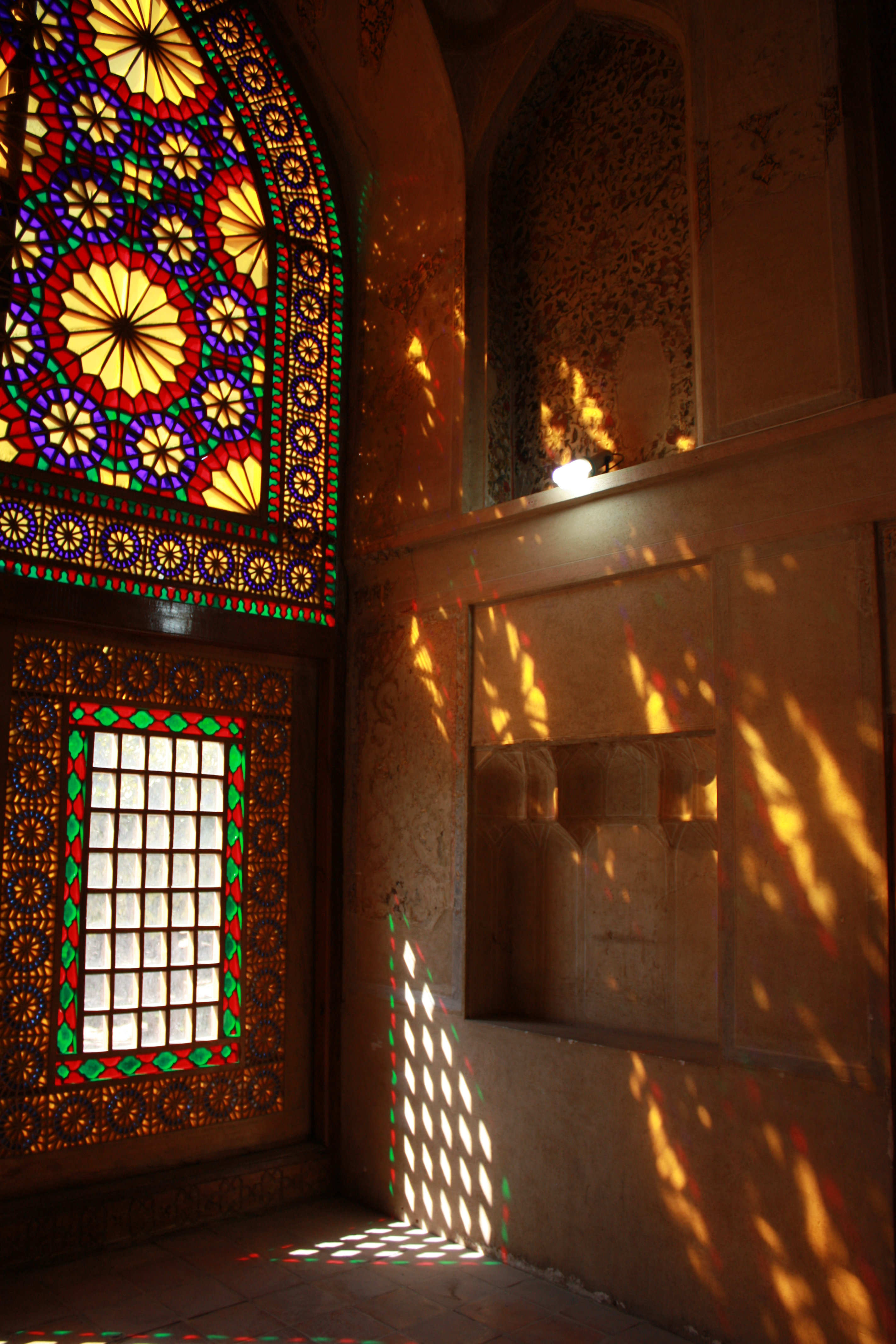
Gekleurd glas met lichtweerkaatsing in een van de binnenruimten
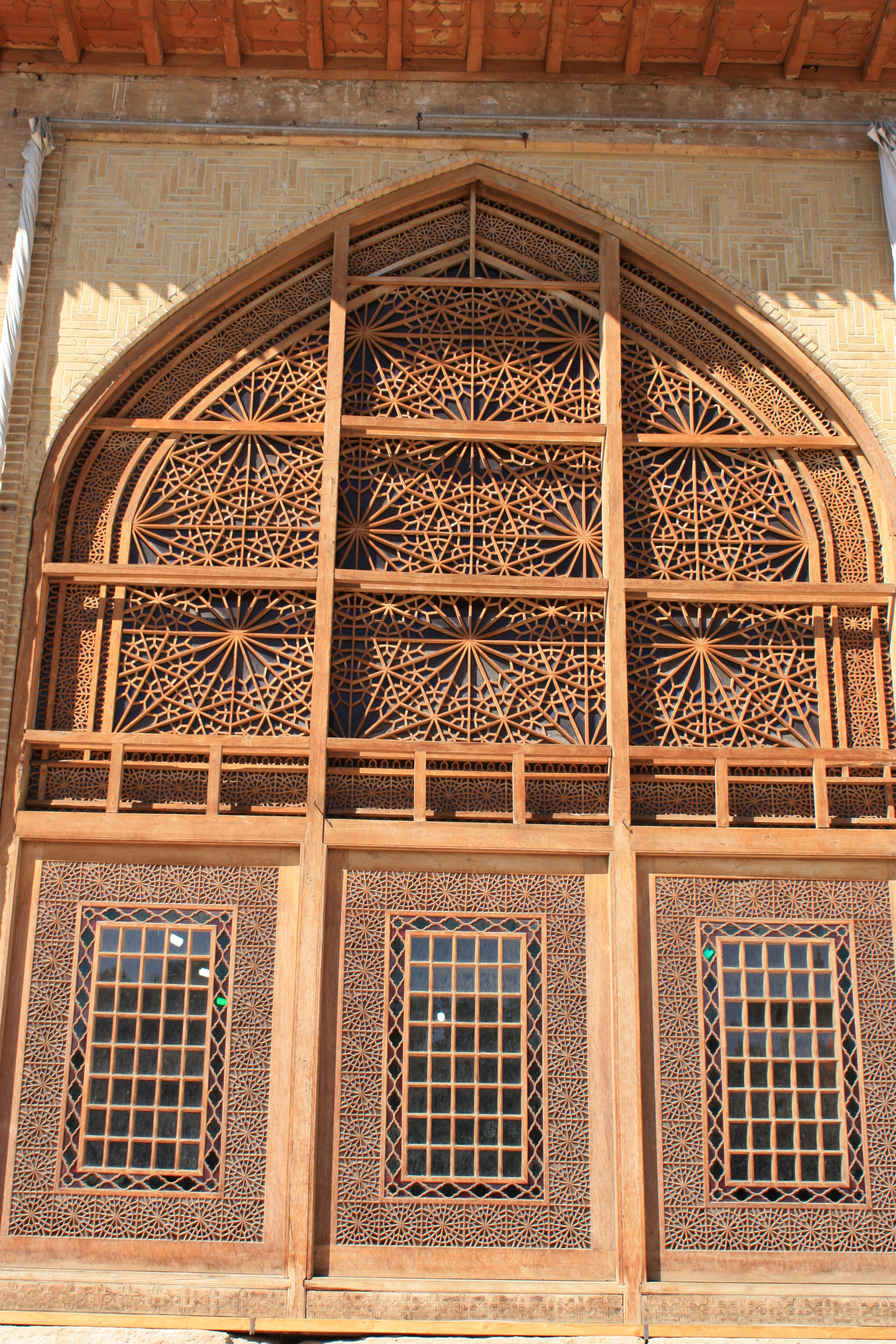
Houtsnijwerk boven een van de ramen
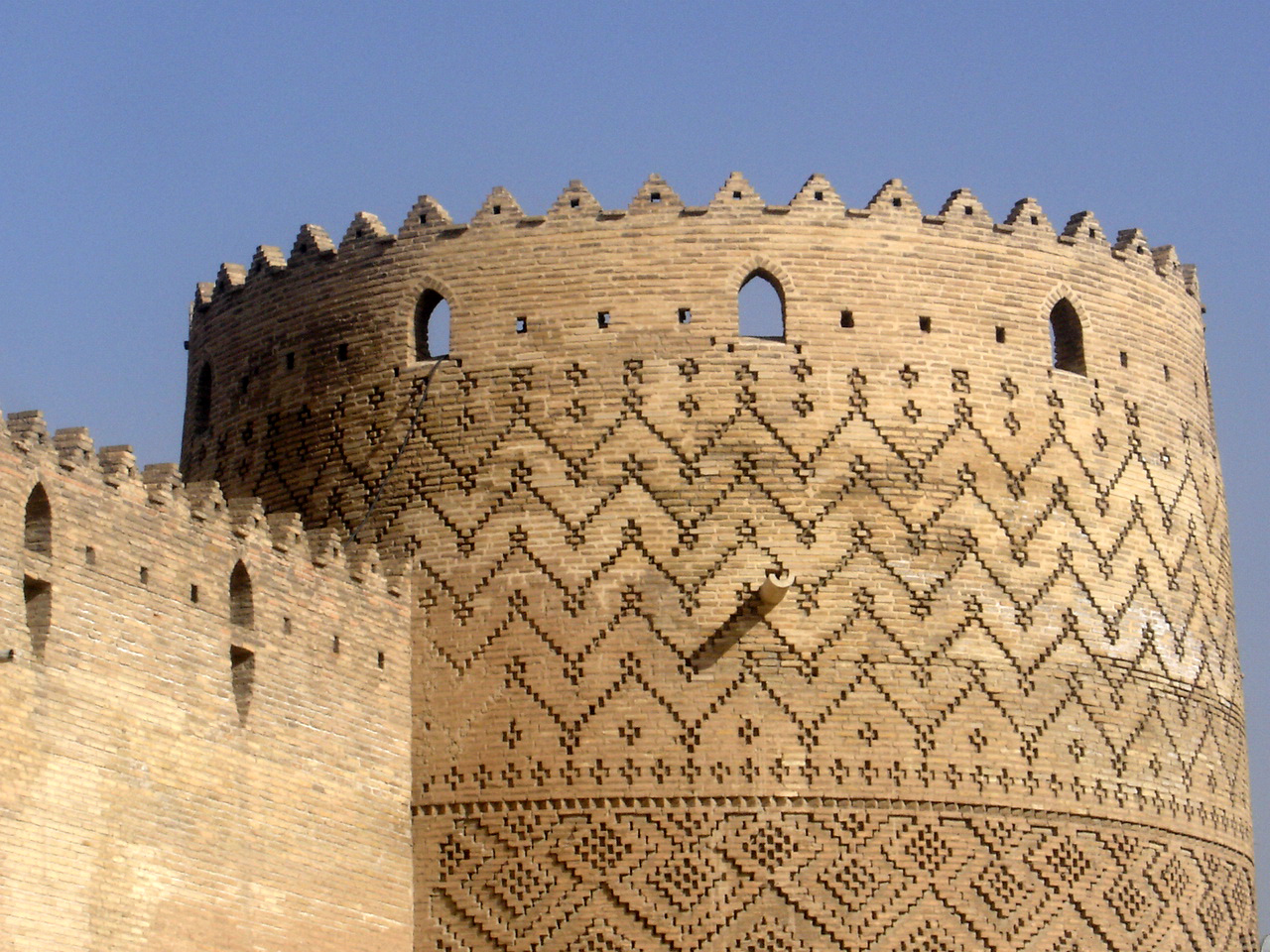
Detail van een van de torens